# Lijkenhuis ('s-Hertogenbosch)
Het lijkenhuis is een monumentaal mortuarium op begraafplaats Orthen in de Nederlandse stad 's-Hertogenbosch.

## Achtergrond
In 1858 werd de begraafplaats in gebruik genomen. Het lijkenhuis werd in 1872 in neoromaanse stijl gebouwd. Het staat ten oosten van de in 1882 gebouwde Bisschopskapel. Het lijkenhuis was later in gebruik als dienstgebouw. In 2014 is er een gemeentelijke subsidie toegekend om er een theehuis van te maken. Deze werd in 2017 geopend.

## Beschrijving
Het eenlaags gebouw is opgetrokken in baksteen op een rechthoekige plattegrond, met cementen hoekpilasters. Onder de overstek van de zadeldaken loopt een rondboogfries. De rondboogvensters hebben zesruitsramen en cementen wenkbrauwen. De entree bevond zich in de uitstekende middenrisaliet, deze is later verplaatst naar de rechterzijde. Rond 1988 werd de oorspronkelijke zinken dakbedekking vervangen door dakleer.

## Waardering
Het lijkenhuis is in 2002 als rijksmonument opgenomen in het Monumentenregister, onder meer vanwege de "cultuurhistorische waarde als bijzondere uitdrukking van een sociale en geestelijke ontwikkeling, in het bijzonder de ontwikkeling van de katholieke grafcultuur, het is tevens van belang als illustratie van de typologische ontwikkeling van met begraafplaatsen verbonden architectuur. Het heeft architectuurhistorische waarde vanwege de toegepaste neoromaanse stijlelementen."